# Карцев-Починок
Ка́рцев-Починок (рос. Карцев-Починок, чув. Пучинке) — присілок у складі Козловського району Чувашії, Росія. Входить до складу Козловського міського поселення.
Населення — 134 особи (2010; 168 у 2002).
Національний склад:
- росіяни — 97 %

Стара назва — Карцев Починок.